# Cupido morgiana
Cupido morgiana är en fjärilsart som beskrevs av Kirby 1871/77. Cupido morgiana ingår i släktet Cupido och familjen juvelvingar. Inga underarter finns listade i Catalogue of Life.